# تسوية (اتصالات)

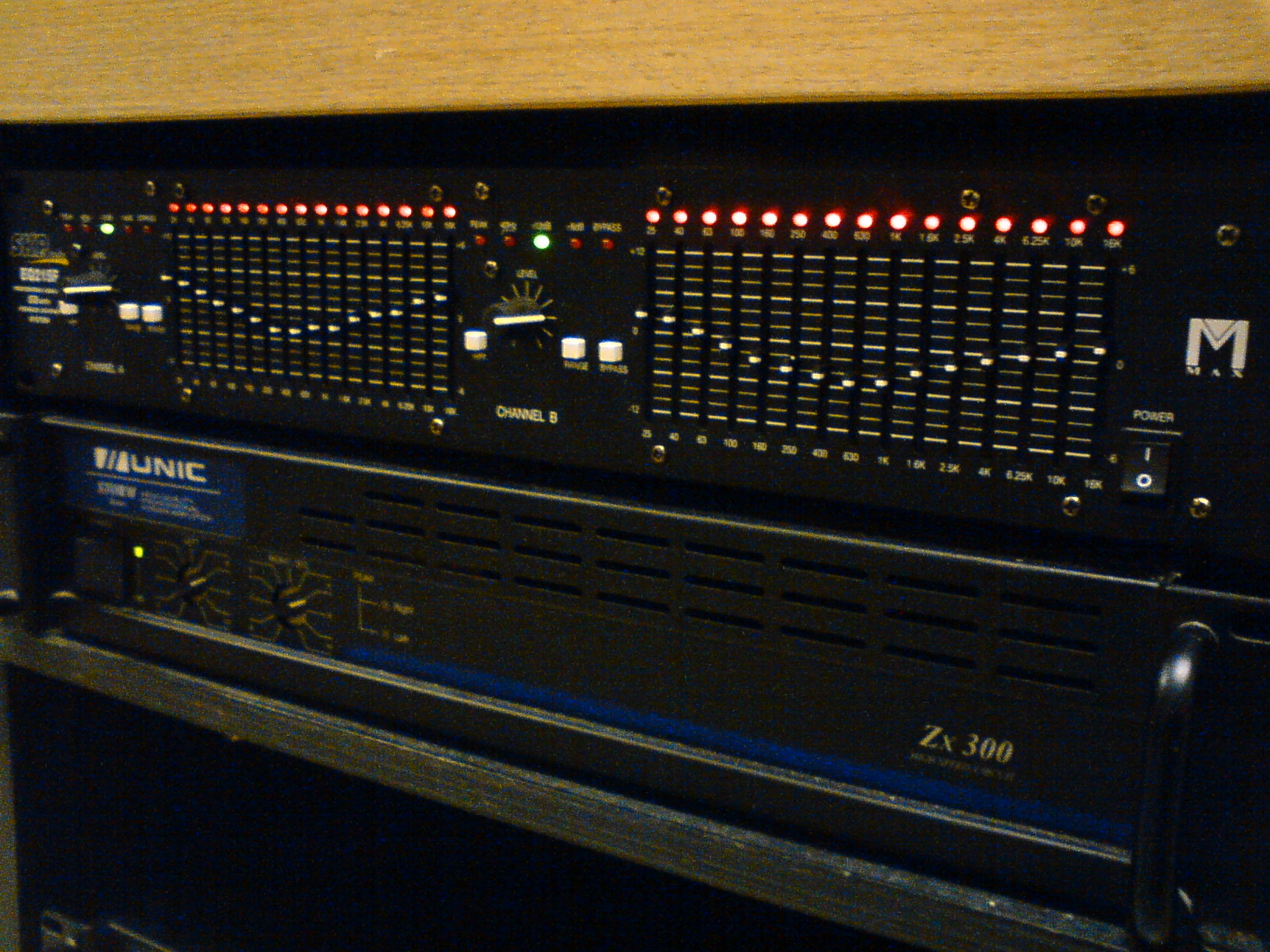
معادل صوت بصري ستيريوفوني.

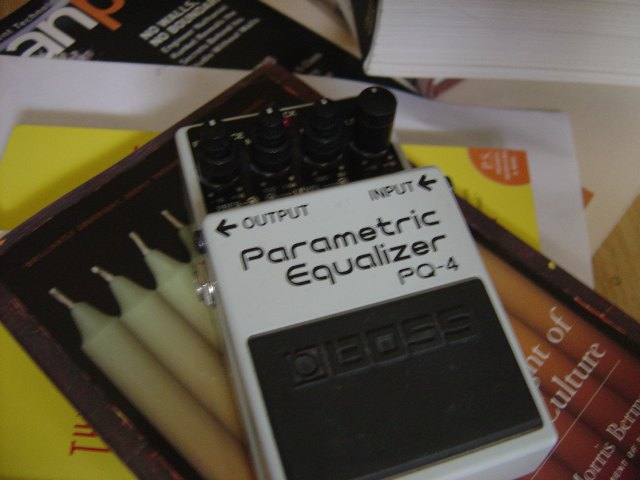
تصنع معادلات الصوت أيضا على شكل وحدات مؤثرات صغيرة يضغط عليها بالقدم ويستخدمها عازفوا الغيتار الكهربائي. معادل الصوت هذا وسائطي.

التسوية أو معادلة الصوت (إنجليزية: equalization أو equalisation) هي عملية مزاونة مكونات الترددات في إشارة إلكترونية. أكثر استخدام معروف لمعادلة الصوت تسجيل الصوت وإنتاجه لكن توجد تطبيقات أخرى في مجال الإلكترونيات والاتصال عن بعد. تسمى الدارة أو المعدات المستخدمة لتحقيق المعادلة المُسوِّي أو معادل الصوت. تقوي هذه الأجهزة أو تضعف طاقة نطاقات ترددات معينة.
في تسجيل الصوت وإعادة إنتاجه، معادلة الصوت هي العملية المستخدمة عادة لتغيير الاستجابة الترددية لنظام صوتي باستخدام أغلفة خطية. أغلب معدات hi-fi تستخدم أغلفة بسيطة نسبيا للقيام بتغييرات على مستوى البيس والجواب. تتميز معادلات الصوت البصرية والوسائطية بمرونة كبيرة في معالجة المكونات الترددية لإشارة صوتية. بما أن معادلات الصوت «تغير مطال إشارة صوتية في ترددات معينة» فهي «بتعبير آخر، مقابض جهارة دورانية خاصة بالترددات».:73
في مجال إلكترونيات الصوت أصبح مصطلح "equalization" (أو "EQ") يتضمن تغيير الاستجابات الترددية لأسباب عملية أو جمالية مما تنتج عنه عادة استجابة شبكية ليست «مسطحة»، ويشير مصطلح EQ إلى هذا النوع بالتحديد. تتوفر مكبرات الصوت الستيريوفونية ومضخمات الغيتار البسيطة عادة على معادلات صوت قابلة للتغيير تضخم أو تقص ترددات البيس أو الجواب. تتوفر مضخمات القيثارة والبيس متوسطة إلى غالية الثمن عادة على المزيد من مجالات التررد، مثل البيس، مجال متوسط وجواب أو بيس، منخفض-متوسط، عالي-متوسط، والجواب. تتوفر بعض المضخمات على مقابض دورانية إضافية للتحكم في الترددات العالية جدا. تستعمل استوديوهات البث الإذاعي أو التسجيل معادلات صوت متطورة يمكنها تنفيذ تغييرات دقيقة أكثر، مثل التخلص من الأصوات غير المرغوب فيها أو إبراز آلات أو أصوات معينة.
تستخدم معادلات الصوت في استوديوهات التسجيل، استوديوهات الرادية وغرف تحكم الاستديو، وتقوية الصوت المباشرة وفي مضخمات الآلات الموسيقية مثل مضخمات القيثارة، لتصحيح أو تغيير استجابة الميكروفونات، لاقطات الآلات الموسيقية، مكبرات الصوت وصوتيات الغرف. قد تستعمل معادلة الصوت أيضا لتخفيض أو التخلص من الأصوات غير المرغوب فيها (مثل الهمهمة العميقة الصادرة من مضخم القيثارة)، إبراز أو التقليل من بروز بعض الآلات الموسيقية أو الأصوات، تطوير ميز محددة في نغمة آلة موسيقية، أو التخلص من الارتجاع الصوتي في أنظمة المخاطبة العامة. تستخدم معادلات الصوت في إنتاج الموسيقى أيضا لتغيير جرس آلات موسيقية وأصوات محددة بتغيير مكوناتها الترددية وتوطين كل آلة في الطيف العام للدمج الصوتي.:73–74
أكثر المعادلات الصوتية شيوعا في إنتاج الموسيقى وسائطية، نصف-وصائطية، بصرية، ومعادلات مبرمجة.:74 عادة ما تكون معادلات الصوت البصرية جزء من معدات صوتية استهلاكية والبرمجيات التي تشغل الموسيقى على الحواسيب المنزلية. تتطلب معادلات الصوت الوسائطية المزيد من الخبرة مقارنة بمعادلات الصوت البصرية، كما توفر موازنات وتغييرات أكثر دقة لتردد معين. قد تستعمل لإزالة الرنين غير المرغوب فيه أو تضخيم ترددات معينة. على سبيل المثال، يمكن لعازف غيتار يجد أن الصوت المضخم لآلته يحتوي على ضجيج صادر عن احتكاك أصابعه مع ذراع القيثارة أن يطلب من مهندس أن ينقص الترددات العالية.